# Arnold Bögli
Arnold Bögli (30. května 1897 - ?) byl švýcarský zápasník. V roce 1928 na olympijských hrách v Amsterdamu vybojoval stříbrnou medaili ve volném stylu v lehké těžké váze, když v semifinále nestačil na Švéda Sjöstedta a v boji o stříbro následně porazil Američana Edwardse.